# روزا مولينا
روزا مولينا (بالإسبانية: Rosa Molina)‏ هي منافسة ألعاب القوى تشيلية، ولدت في 27 سبتمبر 1946.

## وصلات خارجية
- روزا مولينا على موقع أوليمبيديا (الإنجليزية)